# Danuta Ptaszycka-Jackowska
Danuta Maria Ptaszycka-Jackowska (ur. 21 maja 1939 w Warszawie, zm. 5 stycznia 2025 w Krakowie) – polski geograf, architekt krajobrazu, specjalista w zakresie geografii turyzmu oraz ochrony środowiska. 

## Życiorys
Urodziła się w rodzinie Tadeusza (1908–1980) i Anny z Nowackich (1911–1967), harcmistrzów ZHP, z zawodu architektów.
Podczas okupacji niemieckiej mieszkała w Warszawie. 8 sierpnia 1944 r. Niemcy wyrzucili ją i jej babcię Janinę Nowacką z warszawskiego mieszkania w dzielnicy Ochota. Pod eskortą niemiecką przeszły tzw. „Szlak Męki” wiodący przez Zieleniak na Ochocie i obóz w Pruszkowie. Dotarły do Łowicza, gdzie zdołały uciec. Schronienie znalazły w majątku rodziny. Do Warszawy wróciły w końcu stycznia 1945 r.
W związku z pracą ojca, w 1946 r. zamieszkała z rodziną we Wrocławiu, a od 1950 r. – w Krakowie. Po maturze rozpoczęła studia z zakresu architektury krajobrazu na Wydziale Ogrodniczym SGGW w Warszawie. Tytuł magistra inżyniera uzyskała w 1963 na podstawie pracy o funkcji turystyczno-wypoczynkowej Tyńca. Stopień doktora nauk leśnych w zakresie ochrony środowiska uzyskała w 1975 r. na Akademii Rolniczej w Krakowie. Tytuł rozprawy Rezerwaty przyrody w środowisku leśnym a turystyka. Próba określenia podstaw koegzystencji na przykładzie regionu krakowskiego, promotor prof. Stefan Myczkowski. W 1990 r. w oparciu o dorobek naukowy, kolokwium habilitacyjne oraz pracę Kształtowanie stref ochronnych przyrodniczych obszarów chronionych otrzymała w SGGW stopień doktora habilitowanego nauk rolniczych w dziedzinie ochrony środowiska. Praca została wyróżniona Nagrodą Ministra Gospodarki Przestrzennej i Budownictwa w 1992 r. W 2000 r. Prezydent RP nadał Danucie Ptaszyckiej-Jackowskiej tytuł naukowy profesora nauk o Ziemi. Postępowanie przeprowadzono na Wydziale Biologii i Nauk o Ziemi Uniwersytetu Jagiellońskiego.
Pracę zawodową rozpoczęła w Pracowni Urbanistycznej Warszawy na stanowisku asystenta projektanta. W latach 1963–1965 brała udział w pracach nad planem zagospodarowania przestrzennego Warszawy. W celu uzupełnienia wiedzy urbanistycznej w latach 1964–1966 studiowała w Podyplomowym Studium Planowania Przestrzennego na Wydziale Architektury Politechniki Warszawskiej. W latach 1965–1968 pracowała w Głównym Komitecie Kultury Fizycznej i Turystyki, w Departamencie Zagospodarowania Turystycznego na stanowisku inspektora i starszego inspektora. W 1967 r. ukończyła podyplomowe studia uniwersyteckie w Turynie we Włoszech, zorganizowane przez Międzynarodową Unię Oﬁcjalnych Organizacji Turystycznych. W 1968 r., po śmierci matki, wróciła do Krakowa. Podjęła pracę w Zakładzie Zagospodarowania Turystycznego GKKFiT, przekształconym w 1972 r. w Instytut Turystyki, Oddział w Krakowie, na stanowiskach starszego projektanta i adiunkta. Brała udział w opracowaniu planu kierunkowego zagospodarowania turystycznego Polski. Zajmowała się problematyką roli turystyki na przyrodniczych obszarach chronionych. W tym okresie powstały jej pierwsze artykuły naukowe.
Od 1974 r. związała swoje losy zawodowe i naukowej na ponad 40 lat (do 2017) z Instytutem Kształtowania Środowiska, w 1986 r. przekształconym w Instytut Gospodarki Przestrzennej i Komunalnej, a w 2002 r. w Instytut Rozwoju Miast, od 2018 r. Krajowy Instytut Polityki Przestrzennej i Mieszkalnictwa. Na stanowisku adiunkta (do 1991), docenta (1991–1993) i profesora (od 1993) realizowała prace w zakresie turystyki, ochrony przyrody i gospodarki przestrzennej oraz opublikowała zasadniczą część swoich prac. W 1979 r. przebywała w Szwajcarii na stażu w Międzynarodowej Unii Ochrony Przyrody oraz we Francji na stypendium francuskiego Ministerstwa Spraw Zagranicznych, zajmując się turystyką na francuskich obszarach chronionych. W 2004 r. objęła stanowisko profesora nadzwyczajnego w Instytucie Geografii i Gospodarki Przestrzennej UJ, gdzie pracowała do przejścia na emeryturę w 2009 r. Seminaria magisterskie prowadziła do 2014 r.
Była Honorową Obywatelką Gminy Zawoja.
Od 1969 r. była żoną Antoniego Jackowskiego.
Pochowana 17 stycznia 2025 r. na cmentarzu Rakowickim w Krakowie (kwatera XXIB-płn-po prawej Tekli Kohler).

## Działalność naukowa
Ogółem dorobek badawczo-naukowy i studialno-projektowy Danuty Ptaszyckiej-Jackowskiej obejmuje 120 publikacji, w tym 20 zwartych oraz 90 prac nieopublikowanych (53 prace badawcze i studialne, 24 prace studialno-planistyczne, osiem projektów i konkursów, 21 ważniejszych ekspertyz). Opracowała ok. 100 haseł encyklopedycznych. Pod jej redakcją ukazały się m.in. publikacje „Światy Babiej Góry” (2005) i „Babia Góra. Nasze wspólne dziedzictwo” (2005).
Od początku zainteresowania naukowe Danuty Ptaszyckiej-Jackowskiej obejmowały pola stykowe trzech dziedzin: planowania przestrzennego, ochrony środowiska – zwłaszcza ochrony przyrody – oraz turystyki i gospodarki turystycznej. Praca naukowo-badawcza przez cały czas była zintegrowana z pracami studialno-planistycznymi. W jej działalności naukowej można wyróżnić kilka zasadniczych nurtów badawczych: 1) relacje turystyka – ochrona przyrody (podział rezerwatów z punktu widzenia potrzeb ochrony przyrody i możliwości ich turystycznego użytkowania), 2) strefy ochronne (otuliny) przyrodniczych obszarów chronionych (metodyka planowania wybranych typów obszarów chronionych; metodyka kształtowania stref ochronnych), 3) metody sporządzania planów zagospodarowania przestrzennego parków narodowych oraz planów ochrony parków narodowych i parków krajobrazowych, 4) zasady korzystania z przyrodniczych obszarów chronionych, 5) badania w zakresie turystyki.
W latach 1996–1997 uczestniczyła w pracach międzynarodowego zespołu nad przygotowaniem koncepcji systemu transportowego w Częstochowie (konkurs programu PHARE). Wspólnie z mężem opublikowała wówczas studium poświęcone przestrzennym aspektom ruchu pielgrzymkowego w mieście i regionie częstochowskim, pt. Jasnogórskie pielgrzymki w przestrzeni miasta i regionu Częstochowy. W 2014 r. wydała Geografię turystyczną Francji, efekt wieloletnich badań i fascynacji tym krajem.

## Działalność organizacyjna
Uczestniczyła w pracy wielu organizacji, stowarzyszeń i rad naukowych. Od 1993 r. należała do Polskiego Towarzystwa Rozwoju Ziem Górskich, a od 2004 r. do Polskiego Towarzystwa Geograficznego. W latach 1993–2014 była członkiem Komitetu Zagospodarowania Ziem Górskich PAN, od 1996 r. członkiem jego Sekcji Karpackiej, od 1999 r. przewodniczącym tejże, a od 1999 r. członkiem Prezydium Komitetu. W latach 1984–1995 zasiadała w Państwowej Radzie Ochrony Przyrody – Komisji Ochrony Krajobrazu. W latach 2002–2006 była członkiem Krajowej Komisji ds. Ocen Oddziaływania na Środowisko, a w latach 1999–2002 uczestniczyła w pracach Sekretariatu Habitatu – organu doradczo-opiniodawczego Prezesa Urzędu Mieszkalnictwa i Rozwoju Miast. W latach 1992–2000 była rzeczoznawcą Ministra Ochrony Środowiska, Zasobów Naturalnych i Leśnictwa w zakresie ochrony przyrody. W latach 2003–2015 była członkiem rady naukowej w Instytucie Rozwoju Miast. Uczestniczyła w pracach rad naukowych parków narodowych i parków krajobrazowych: Świętokrzyskiego Parku Narodowego (2000–2003) jako członek prezydium, Żywieckiego Parku Krajobrazowego (1991–1999), w jednej kadencji jako wiceprzewodnicząca rady, Zespołu Przemyskich Parków Krajobrazowych (1999–2010). W latach 2000–2020 była przewodniczącą Rady Naukowej Babiogórskiego Parku Narodowego, kierując pracami Rady Naukowej BgPN przez 4 kadencje. 

## Odznaczenia i nagrody
- Złoty Krzyż Zasługi (1999)
- Srebrna Odznaka honorowa „Zasłużony dla gospodarki przestrzennej” (1986)
- nagroda zespołowa III stopnia Ministra Ochrony Środowiska, Zasobów Naturalnych i Leśnictwa za dorobek naukowy (1990)
- nagroda indywidualna Ministra Gospodarki Przestrzennej i Budownictwa za habilitację (1992)
- nagroda zespołowa Ministra Spraw Wewnętrznych i Administracji za publikację „Gospodarka przestrzenna” (1997)
- wyróżnienie Ministra Infrastruktury za publikację zespołową (2005)
- 9 nagród indywidualnych Dyrektora Naczelnego Instytutu

Źródło:.